# Anzor Kibrotsashvili
Anzor Kibrotsashvili (25 de octubre de 1939 – 28 de noviembre de 2008) fue un deportista soviético que compitió en judo. Ganó una medalla en el Campeonato Mundial de Judo de 1965, y seis medallas en el Campeonato Europeo de Judo entre los años 1962 y 1969.

## Palmarés internacional
| Campeonato Mundial | Campeonato Mundial      | Campeonato Mundial | Campeonato Mundial |
| Año                | Lugar                   | Medalla            | Categoría          |
| ------------------ | ----------------------- | ------------------ | ------------------ |
| 1965               | Río de Janeiro (Brasil) | Medalla de plata   | Abierta            |
| Campeonato Europeo |                         |                    |                    |
| Año                | Lugar                   | Medalla            | Categoría          |
| 1962               | Essen (RFA)             | Medalla de oro     | 2.º dan (A)        |
| 1963               | Ginebra (Suiza)         | Medalla de plata   | +80 kg (A)         |
| 1965               | Madrid (España)         | Medalla de oro     | –93 kg (A)         |
| 1966               | Luxemburgo (Luxemburgo) | Medalla de bronce  | –93 kg             |
| 1967               | Roma (Italia)           | Medalla de plata   | +93 kg             |
| 1969               | Ostende (Bélgica)       | Medalla de plata   | Abierta            |